# Acacia acoma
Acacia acoma är en ärtväxtart som beskrevs av Bruce R. Maslin. Acacia acoma ingår i släktet akacior, och familjen ärtväxter. Inga underarter finns listade i Catalogue of Life.